# Nevada Kid
Pour plus de détails, voir Fiche technique et Distribution.
Nevada Kid (Per una bara piena di dollari) est un western spaghetti italien sorti en 1971, réalisé par Demofilo Fidani.

## Synopsis
George Hamilton dit Nevada Kid, ancien soldat, cherche les assassins de sa famille, massacrée par des mexicains. Avec l'aide d'un chasseur de primes, John, il parvient à venger sa famille.

## Fiche technique
- Titre français : Nevada Kid ou Pour une bière remplie de dollars[1]
- Titre original italien : Per una bara piena di dollari
- Genre : Western spaghetti
- Réalisation : Demofilo Fidani (sous le pseudo de Miles Deem)
- Scénario : Demofilo Fidani, Teodoro Ricci
- Production : Massimo Bernardi, Diego Spataro pour Elektra Film
- Photographie : Aristide Massaccesi
- Montage : Piera Bruni, Gianfranco Simoncelli
- Durée : 85 minutes
- Musique : Lallo Gori
- Décors : Mila Vitelli Valenza
- Costumes : Mila Vitelli Valenza
- Maquillage : Corrado Blengini
- Pays de production :  Italie
- Dates de sortie :
  - Italie : 1er avril 1971[2]
  - France : 17 mai 1972[1]

## Distribution
- Jack Betts (sous le pseudo de Hunt Powers) : Tamayo
- Klaus Kinski : Hagen
- Jeff Cameron : George Hamilton dit Nevada Kid
- Gordon Mitchell : John, chasseur de primes
- Ray Saunders : Sam
- Simonetta Vitelli (sous le pseudo de Simone Blondell) : Monica Benson
- Benito Pacifico (sous le pseudo de Dennis Colt) : Ramirez
- Attilio Dottesio (sous le pseudo de Dean Reese) : Charles Benson
- Lorenzo Arbore : shérif
- Luciano Conti (sous le pseudo de Lucky McMurray)
- Amerigo Leoni (sous le pseudo de Custer Gail) : un bandit avec Hagen
- Alessandro Perrella
- Giglio Gigli : un mexicain